# Klassik Amadeus Music Award
Der Klassik Amadeus Music Award (hervorgegangen aus dem Amadeus Austrian Music Award) wird seit 2002 in einer eigenen Veranstaltung verliehen.
Im Jahr 2005 wurde der Klassik Amadeus aufgewertet. Erstmals werden die besten Klassik-Künstler und Klassik-Produktionen in drei verschiedenen Kategorien mit jeweils sieben Nominierten gekürt und durch eine Fachjury gewählt.
Die Verleihung des Klassik Amadeus erfolgt Mitte Oktober im Rahmen eines Festaktes in Wien.

## Preisträger

### Vocal
- Thomas Quasthoff (2005)

### Solo/Kammermusik
- Lang Lang (2005)

### Instrumental
- Nigel Kennedy (2005)

### Lebenswerk
- Friedrich Gulda (2005)

### Bisherige Preisträger
- Anna Netrebko (2004),
- Seiji Ozawa (2003),
- Nikolaus Harnoncourt (2002).